# 董允升
董允升（1587年—1637年），字吉初，號二醇，浙江寧波府慈谿縣人，民籍，明朝政治人物。

## 生平
萬曆四十年（1612年）壬子科浙江鄉試第六十七名舉人，四十四年（1616年）丙辰科進士。授莆田縣知縣，調六合縣知縣、溧陽縣知縣，升兵部主事、兵部武庫司郎中，天啟七年（1627年）出為淮安府知府，崇禎三年（1630年）引疾歸里，十年（1637年）九月卒。

## 家族
曾祖董鉞；祖父董應華；父董時彥，母吳氏（封恭人）。妻楊氏（封恭人）。弟董允茂，崇禎十年進士，山東布政使司參議。子董又昌、董又嘉。

## 引用
1. ↑  《萬曆四十四年丙辰科進士序齒録》
2. ↑  《慈谿縣志》：董元升，字吉初，萬曆丙辰進士，歷知莆田、六合二縣，調溧陽，均漕兌，平賦役，治以明敏稱。升兵部主事，歷武庫郎中，出知淮安府。郡當漕運襟喉，各省所輸，例必入之淮庫，後輸京帑，官得羨餘自潤，元升令竟達漕撫而已，不與，仍請司農著為令，時議嘉之。弟元茂，字承初，崇禎丁丑進士，初授刑部雲南司主事，調兵部員外，升山東濟南僉事。值兵火之後，村落為墟，土寇乘間蠢動，元茂剿撫兼行，稍安集。冢宰謝陞知其才，調天津督餉參議，丁外艱歸，未幾卒。
3. ↑  黃宗羲《中憲大夫董公傳》